# Xavier Capellas
Xavier Capellas (* 18. September 1962 in Rubí, Spanien) ist ein spanischer Komponist.

## Biografie
Xavier Capellas ist der Sohn eines Pianisten und wurde bereits in seiner Jugend musikalisch ausgebildet, darunter an der Aula de Música Moderna y Jazz in Barcelona. Er konnte erstmals 1984 auf sich aufmerksam machen, als er den ersten Platz beim Festival de Jazz de San Sebastián belegte. Anschließend studierte er, mit Anrechnung seiner Studienleistungen in Barcelona, von September 1985 bis Dezember 1986 am Berklee College of Music in Boston. Während dieser Zeit studierten auch andere spanische Komponisten wie Lucio Godoy, Eva Gancedo und Alfonso Vilallonga, mit dem er eine Wohnung teilte, dort. Nach seinem Abschluss zog er nach Kalifornien, wo er von 1987 bis 1988 Filmkomposition an der University of Southern California studierte. Mit seiner Rückkehr nach Spanien, begann er ab 1989 für Werbespots, die von der Agentur seines Bruders hergestellt wurden, seine ersten Auftragsarbeiten zu komponieren.
Obwohl Capellas bereits 1989 mit Puta misèria! als Filmkomponist debütierte, gelang ihm erst ab Ende der 1990er Jahre regelmäßig für den spanischen Film Musik zu schreiben. So war er seitdem unter anderem für die Musik von Beyond Re-Animator, Obaba und Desperados: Ein todsicherer Deal verantwortlich.

## Filmografie (Auswahl)
- 2000: Faust: Love of the Damned (Faust: La venganza está en la sangre)
- 2003: Beyond Re-Animator
- 2004: Das Leben, das dich erwartet (La vida que te espera)
- 2005: Obaba
- 2007: Desperados: Ein todsicherer Deal (Sultanes del Sur)
- 2010: Bruc – Napoleons blutige Niederlage (Bruc. La llegenda)
- 2017: Perdidos